# Boris Kuschnir
Boris Kuschnir (ukrainisch Борис Ісакович Кушнір Borys Issakowytsch Kuschnir, wiss. Transliteration Borys Isakovyč Kušnir; * 28. Oktober 1948 in Kiew, Ukrainische SSR) ist ein ukrainisch-österreichischer Violinist.

## Leben und Wirken
Boris Kuschnir wurde in Kiew in eine Musikerfamilie hineingeboren und studierte am Moskauer Konservatorium Violine bei Boris Belenkij und Kammermusik bei Valentin Berlinskij (Borodin-Quartett). Nachhaltigen Einfluss auf seine künstlerische Entwicklung hatten seine wiederholten Begegnungen mit Dmitrij Schostakowitsch und David Oistrach, der ihn auch unterrichtete. 1969 war er einer der drei Preisträger beim Allunionswettbewerb in Leningrad und gewann in Folge zahlreiche Preise bei internationalen Geigen- und Kammermusikwettbewerben (Paris, Belgrad, Sion, Trapani, Bratislava, Florenz, Triest, Gorizia, Hamburg, Vercelli).
1970 gründete Kuschnir das Moskauer Streichquartett, dessen ständiges Mitglied er bis 1979 war. Als gebürtiger Jude konnte er 1980 einen Ausreiseantrag aus der Sowjetunion stellen und emigrierte 1981 Jahr später er nach Wien. 1982 erhielt er die österreichische Staatsbürgerschaft. Bis 1983 wirkte er als erster Konzertmeister des Bruckner Orchester Linz.
Seit 1984 unterrichtet Kuschnir als Professor am Konservatorium Wien Privatuniversität und seit 1999 als ordentlicher Professor an der Universität für Musik und darstellende Kunst Graz. Zu seinen Schülern zählen zum Beispiel Julian Rachlin, Nikolaj Znaider, Lidia Baich, Alexandra Soumm, Aleksey Igudesman und unter anderem zahlreiche Mitglieder der Wiener Philharmoniker. Daneben wirkte er als Dozent von Meisterklassen sowie als Jurymitglied internationaler Wettbewerbe, darunter der Concours Reine Elisabeth in Brüssel, der Tschaikowski-Wettbewerb in Moskau, Premio Paganini in Genua, der Jacques Thibaud Wettbewerb in Paris, der Joseph Joachim Wettbewerb in Hannover, der Tibor Varga Wettbewerb in der Schweiz, der ARD Musikwettbewerb in München und der Louis Spohr Wettbewerb in Weimar.
Als Solist und Kammermusiker spielte Kuschnir international auf bedeutenden Bühnen wie zum Beispiel im Wiener Musikverein, am Mailänder Teatro alla Scala, am Teatro La Fenice, im Concertgebouw, in der Berliner Philharmonie und der Londoner Wigmore Hall, am Pariser Théâtre des Champs-Elyssès sowie bei internationalen Festspielen wie den Salzburger Festspielen, beim Lockenhaus-Festival, den Wiener Festwochen, den Bregenzer Festspielen, den Festspielen Mecklenburg-Vorpommern, beim Swiatoslaw-Richter-Winterfestival in Moskau, bei Julian Rachlin & Friends (Dubrovnik) und beim Verbier Festival.
1984 gründete Kuschnir mit dem Pianisten Claus-Christian Schuster und dem Cellisten Martin Hornstein das international mit vielen Auszeichnungen anerkannte Wiener Schubert Trio. 1993 gründete er das Wiener Brahms Trio, welches sein Debüt beim Lockenhaus-Festival gab. 1996 gewann das Trio den ersten Preis beim 9. Internationalen Kammermusikwettbewerb in Illzach. 1999 veröffentlichte das Trio die Gesamtaufnahme der Schumannschen Werke für Klaviertrio auf 2 CDs bei Naxos. 2002 war Kuschnir Mitbegründer des Kopelman Quartetts, mit dem er seither in der ganzen Welt konzertiert.
Zu seinen  Kammermusik-Partnern zählten Künstler wie Elisabeth Leonskaja, Boris Berezovsky, Leif Ove  Andsnes, Jean-Yves Thibaudet, Elena Bashkirova, Julian Rachlin, Nikolaj Znaider, Maxim Vengerov, Dmitri Sitkowetski, Renaud Capucon, David Garrett, Juri Bashmet, Nobuko Imai, David Carpenter, Antoine Tamestit, Mischa Maisky, Boris Pergamenschikow, Steven Isserlis,  Gautier Capucon, Sol Gabetta und Valentin Erben. Er produzierte zahlreiche Schallplattenaufnahmen, herausragend darunter die Gesamteinspielung der Mozartschen Klaviertrios, veröffentlicht von EMI anlässlich des Mozartjahres 1991.
1991 wurde Boris Kuschnir in Anerkennung seiner künstlerischen Leistungen eine von der Oesterreichischen Nationalbank erworbene Stradivari zum Gebrauch überlassen.

## Auszeichnungen
- 1999: Berufstitel Professor

- 2008: Großes Silbernes Ehrenzeichen für Verdienste um die Republik Österreich
- 2013: Österreichisches Ehrenkreuz für Wissenschaft und Kunst I. Klasse
- 2014: Ehrenprofessur des Chinesischen Central Conservatory of Music in Peking
- 2018: Großes Ehrenzeichen des Landes Steiermark[2][3]
- 2023 Silbernes Ehrenzeichen für Verdienste um das Land Wien[4]